# Torneio de xadrez de Oostende de 1907
O Torneio de xadrez de Oostende de 1907 foi uma competição internacional de xadrez realizada na cidade de Oostende na Bélgica entre 16 de maio e 17 de junho. O torneio foi dividido em duas partes: o Torneio de Campeões e o Torneio de Mestres. Somente os mais fortes jogadores da época participaram do Torneio de Campeões que contou com Dawid Janowski, Siegbert Tarrasch, Carl Schlechter e Frank Marshall, todos vencedores de outros torneios internacionais. A grande ausência foi o então campeão mundial Emanuel Lasker e Geza Maroczy, que foram substituídos por Amos Burn e Mikhail Chigorin. O torneio foi disputado no formato todos-contra-todos e o vencedor foi Tarrasch, seguido de Schlechter e Janowski.
O Torneio de Mestres teve 29 participantes e foi vencido por Akiba Rubinstein e Ossip Bernstein, seguidos de Jacques Mieses e Aaron Nimzowitsch.

## Torneio de Campeões[4][5]
| # | Jogador           | 1    | 2    | 3    | 4    | 5    | 6    | Pontos |
| 1 | Siegbert Tarrasch | xxxx | ½½10 | ½1½1 | ½1½½ | 1½10 | 1½01 | 12½    |
| 2 | Carl Schlechter   | ½½01 | xxxx | 11½½ | ½010 | ½1½½ | ½½11 | 12     |
| 3 | Dawid Janowski    | ½0½0 | 00½½ | xxxx | 1010 | 1111 | 11½1 | 11½    |
| 4 | Frank Marshall    | ½0½½ | ½101 | 0101 | xxxx | 0½11 | ½½11 | 11½    |
| 5 | Amos Burn         | 0½01 | ½0½½ | 0000 | 1½00 | xxxx | ½111 | 8      |
| 6 | Mikhail Chigorin  | 0½10 | ½½00 | 00½0 | ½½00 | ½000 | xxxx | 4½     |